# Пирински чай
Пиринският чай (Sideritis scardica) e многогодишно тревисто растение от семейство Устноцветни, достигащо 50 см. Цветовете са жълтеникави, разположени прешленовидно в пазвите на лимоненожълти, ципести прицветници в класовидни съцветия. Известен още и като мурсалски, триградски, алиботушки, шарпланински чай. Всъщност, видовият епитет scardica идва от Scardus - латинското име на Шар планина, където е намерен и описан от гьотингенския ботаник Аугуст Гризебах.
Включен е в списъка на лечебните растения съгласно Закона за лечебните растения.

## Разпространение
Пиринският чай е балкански ендемит. В България е разпространен в Среден и Южен Пирин, Мурсалския дял на Родопите, Ржана планина и планината Славянка (Алиботуш) на надморска височина от 1400 до 2200 метра. Среща се още и в някои планини в Гърция, Северна Македония и Албания. Включен е в Червената книга на България. Благодарение на културните насаждения на билката през последните години, може да се намери в аптеките и други магазини на страната. В Гърция и Северна Македония пиринският чай е известен просто като планински чай. Северна Македония е основен производител и износител на билката - снабдява пазарите в Западна Европа и САЩ.

## Химичен състав
Съдържа танини и етерични масла, желязо, цинк, натрий, магнезий, мед, кобалт. Поради голямото наличие на флавоноиди има антибактериално и антиоксидантно действие.

## Употреба
Използваема част — надземната част, брана по време на цъфтежа — юни-юли.
Действа откашлячно, противовъзпалително и омекчително за възпалени лигавици. Препоръчва се при всички видове кашлица, бронхит, бронхиална астма и други.
Начин на употреба – 3 супени лъжици от билката се варят в 1 литър вода, 3 минути. Пие се по 1 винена чаша преди ядене, 3 пъти дневно вместо вода. Билката е с приятен аромат и през зимата обичайно се използва за чай.